# Statue-menhir de Montalet
La statue-menhir de Montalet est une statue-menhir appartenant au groupe rouergat découverte à Lacaune, dans le département du Tarn en France.

## Description
Elle a été découverte à 1 150 m d'altitude sur un col près du Roc de Montalet en position semi-enterrée. Le site a fait l'objet d'une fouille programmée en septembre 2010 et juillet 2011. La statue avait été dressée dans une fosse de calage de 0,90 m de largeur sur 1,30 m de longueur et 0,60 m de profondeur. La statue a été taillée et bouchardée dans un bloc de granite d'origine locale, plusieurs chaos rocheux constitué d'une roche de même nature sont visibles dans un rayon de 0,5 à 2 km. La pierre mesure 3,02 m de long sur 1,07 m de large et 0,58 m d'épaisseur, à laquelle il faut rajouter la base qui a été cassée, d'une hauteur comprise entre 0,35 m et 0,66 m soit une hauteur totale d'environ 3,50 m et un poids estimé à 5 tonnes. Compte tenu de ses dimensions, elle ferait partie des trois plus grandes statues-menhirs du groupe rouergat avec la Pierre Plantée et la statue de Planissart.
L'érosion a pratiquement totalement effacé les figurations. Des traces d'une ceinture avec une boucle rectangulaire sont visibles côté sud et est. Un grand anneau de 42 cm de diamètre est gravé sur le haut de la statue, il pourrait correspondre à l'anneau de « l'objet ». Il a fait l'objet d'un martelage réalisé avec une pointerolle ou un pic.
Le renversement de la statue semble être d'origine volontaire au regard de son poids. Une datation au radiocarbone des charbons de bois recueillis en surface et près de la fosse de calage indique  une période comprise entre 2872 et 2589 av. J.-C.